# Letter (Stirling)

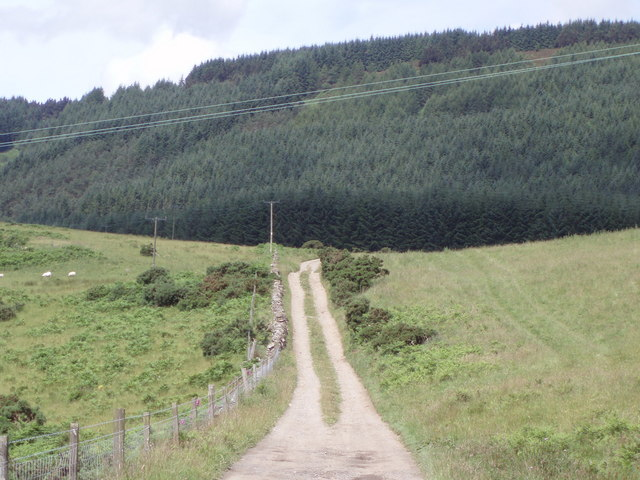
Weg nach Letter

Letter ist eine kleine Ortschaft, die nordwestlich von Stirling in der gleichnamigen Region im Norden von Schottland liegt. Das Zentrum Letters bildet eine Schaffarm. Die Gegend ist dünn besiedelt und durch Landwirtschaft geprägt. Der Weiler, der nur durch einen unbefestigten Weg zu erreichen ist, liegt an den unteren Hängen des Berges Letter Hill. Die nächste größere Ortschaft ist Port of Menteith, etwa drei Kilometer im Südwesten. Im Osten befinden sich das Letter Muir mit dem Letter Forest sowie der kleine See Loch Letter.